# Prix Huré-Bastendorff
Le prix Huré-Bastendorff, de la fondation de Madame Huré-Bastendorff, est un prix de l'Institut de France sur propositions de l'Académie française et de l'Académie des beaux-arts « destiné à aider des artistes peintres et des écrivains âgés ». 

## Lauréats de l'Académie française
- 2010 : Louis Cléret (1936-2018)[1],[2].
- 2011 : Jean-Claude Frère[1]
- 2012 : Agnès Jarfas[1]
- 2013 : Jocelyne Zacharezuk (1950-....) [1]
- 2014 : Alain Wodrascka[1]
- 2015 : Henri Poncet (1937-2015) [1]
- 2021 : Ingrid Astier[3]

## Lauréats de l'Académie des beaux-arts
- 2001 : Frédérique Maillart[4].
- 2006 : 
  - Jean-Marie Gobin (1933-....)[5].
  - Pierre Lexert (1924-2015)[6].
- 2013 : Bogdan Pavlovic (1969-....)[7].
- 2019 : Thomas Bouquet (1980-....)[8].
- 2020 : Nathalie Chervet, peintre[9].
- 2021 : Goyon de Courmakou[3]